# Dwight Gayle
Dwight Devon Boyd Gayle (* 17. Oktober 1989 in London) ist ein ehemaliger englischer Fußballspieler.

## Spielerkarriere

### Frühe Karriere
Dwight Gayle begann seine Karriere in der Jugendabteilung des  FC Arsenal. Im Jahr 2009 schloss er sich dem FC Stansted an, bei dem er in der Saison 2010/11 mit 57 Toren bester Torschütze des Vereins wurde.

### Peterborough United
Im Sommer 2011 unterschrieb er einen Vertrag bei Dagenham & Redbridge in der Football League Two. Er wurde allerdings kurz darauf zu Bishop’s Stortford FC ausgeliehen.
Im November 2012 folgte die Leihe zu Peterborough United. Sein Debüt gab er am 24. November 2012 gegen Ipswich Town. Peterboroughs Manager Darren Ferguson sagte damals über Gayle: "Er hört zu. Er nimmt die Dinge sehr schnell wahr, das ist immer ein Zeichen für einen guten Spieler. Er wird ein richtig guter Spieler werden".
Am 24. Dezember 2012 stimmte er zu, dauerhaft für Peterborough zu spielen. Er unterzeichnete am 2. Januar 2013 einen 4½-Jahres-Vertrag. Der Wechsel ging für eine Transfergebühr von 500.000 Pfund über die Bühne. Am 2. März 2013 erzielte er einen Hattrick beim 3:2-Sieg gegen die Blackburn Rovers.

### Crystal Palace
Am 3. Juli 2013 unterzeichnete Gayle für eine unbekannte Ablösesumme einen Vier-Jahres-Vertrag beim Premier-League-Aufsteiger Crystal Palace. Er debütierte am 18. August 2013 bei der 0:1-Niederlage gegen die Tottenham Hotspur. Sein erstes Tor schoss er am 31. August gegen den AFC Sunderland. Am 5. Oktober 2013 erzielte er bei der 1:3-Niederlage gegen den FC Liverpool, das einzige Palace-Tor an der Anfield Road. Am 5. Mai 2013 erzielte er wieder gegen Liverpool nach einem 0:3-Rückstand, in der 81. und 88. Minute noch zwei Tore und verhalf Palace so noch zu einem Remis.

### Newcastle United, Stoke City und Derby County
Am 1. Juli 2016 wechselte Dwight Gayle zum Zweitligisten Newcastle United. Für sein neues Team erzielte er 23 Tore in der EFL Championship 2016/17 und feierte mit Newcastle den Gewinn der Zweitliga-Meisterschaft. In der Premier League 2017/18 gelangen dem Angreifer sechs Treffer für den Aufsteiger, der als Tabellenzehnter die Klasse halten konnte. Anfang August 2018 verlieh ihn sein Verein an den Zweitligisten West Bromwich Albion, für den er 23 Tore in der EFL Championship 2018/19 erzielen konnte. Als Tabellenvierter zog er mit seiner Mannschaft in die Aufstiegs-Play-offs ein, scheiterte dort jedoch vorzeitig im Halbfinale am späteren Aufsteiger Aston Villa. In den folgenden drei Spielzeiten gelangen ihm lediglich fünf Tore für Newcastle in der Premier League und seine Einsatzzeiten sanken deutlich.
Am 22. Juli 2022 wechselte der 32-Jährige zum Zweitligisten Stoke City und unterschrieb einen bis 2024 gültigen Vertrag. Anfang Februar 2024 wurde der Vertrag einvernehmlich aufgelöst. Er wechselte daraufhin zu Derby County in die EFL League One.
Im September 2024 unterschrieb Gayle einen Einjahresvertrag beim schottischen Erstligisten Hibernian Edinburgh.

## Spielweise
Er wird von den meisten Experten als energischer, fleißiger, temporeicher und starker Stürmer beschrieben.